# Divisões administrativas em 1926
Nesta página encontrará referências aos acontecimentos directamente relacionados com a regiões administrativas ocorridos durante o ano de 1926.

## Eventos
- O Líbano se torna uma república.
- Em Portugal, criação dos concelhos da Murtosa, Vale de Cambra e de São João da Madeira; Estremoz é elevada à categoria de cidade.